# Homalium dentrecasteauxense
Homalium dentrecasteauxense är en videväxtart som beskrevs av L.A. Craven. Homalium dentrecasteauxense ingår i släktet Homalium och familjen videväxter. Inga underarter finns listade i Catalogue of Life.